# Clarkia similis
Clarkia similis är en dunörtsväxtart som beskrevs av H. Lewis och W. R. Ernst. Clarkia similis ingår i släktet clarkior, och familjen dunörtsväxter. Inga underarter finns listade i Catalogue of Life.